# Mahogany (colonna sonora)
Mahogany è un album discografico di colonna sonora della cantante statunitense Diana Ross, pubblicato nel 1975. Si tratta della colonna sonora del film Mahogany uscito nel 1975.

## Tracce
Side 1
1. Theme from Mahogany (Do You Know Where You're Going To) – 3:25
2. Feeling Again – 3:22
3. You Don't Ever Have to Be Alone – 2:40
4. Can You Hear It in My Music – 3:38
5. Christian's Theme – 1:46
6. After You – 2:17
7. Theme from Mahogany (Instrumental) – 3:52

Side 2
1. My Hero Is a Gun – 3:18
2. Cat Fight – 1:31
3. Erucu – 3:34
4. Let's Go Back to Day One – 1:42
5. Tracy – 2:14
6. She's the Ideal Girl – 2:46
7. Sweets (And Other Things) – 2:01
8. Mahogany Suite – 5:31